# Employee Empowerment
Employee Empowerment ist eine Form des Human Resource Managements, bei dem die Motivation der Mitarbeiter gesteigert werden soll. Die Mitarbeiter bekommen mehr Verantwortung und Macht, damit sie selbst Besitz von ihrem Arbeitsplatz ergreifen können. Zum Beispiel bekommt ein Angestellter in einem Fast-Food-Restaurant die Erlaubnis, die Vorbereitungen für Kindergeburtstage selbst zu organisieren (Schmücken des Restaurants etc.).